# Tlustice
Tlustice település Csehországban, a Berouni járásban. Tlustice Záluží, Žebrák, Kotopeky és Hořovice településekkel határos. Lakosainak száma 1151 fő (2024. január 1.).

## Népesség
A település lakosságának változását az alábbi diagram mutatja:
| Lakosok száma | 371  | 503  | 652  | 671  | 758  | 1009 | 967  | 1019 | 1043 | 1151 |
|               | 1869 | 1900 | 1921 | 1961 | 1980 | 2011 | 2016 | 2019 | 2021 | 2024 |